# Christopher Ruch
Christopher Ruch, född 1736 troligen i Köpenhamn, död 7 december 1804 i Köpenhamn, var en dansk guldsmed och emaljmålare.
Han var son till tobaksarbetaren Frantz Christophersen Ruch och Catharina Dorthe Gram och från 1790 gift med Cecilie Marie Svenningsen. Ruch gick först i guldsmedslära i Danmark men avbröt lärotiden för att åka till Hannover och Berlin för att studera emaljmålning. Efter återkomsten till Danmark arbetade han en tid som dekoratör för Louis Fournier i dennes porslinsfabrik. Vid sidan av sitt arbete målade han ett flertal miniatyrer på emalj. Han var 1766–1768 verksam vid Mariebergs porslinsfabrik där han målade fajans och porslin med äkta emaljfärg. Men hans huvudsakliga arbetsuppgift var att lära upp nya porslinsmålare vid fabriken. Ruch levde ett kringflackande liv och var periodvis bosatt i Västindien, England  och Ostindien innan han slutligen bosatte sig i Köpenhamn. Ruch finns representerad vid Frederiksborgs slott med en miniatyrmålning.    